# Finlandia agli XI Giochi olimpici invernali
La Finlandia partecipò agli XI Giochi olimpici invernali, svoltisi a Sapporo, Giappone, dal 3 al 13 febbraio 1972, con una delegazione di 50 atleti impegnati in sei discipline.

## Medagliere

### Per discipline
| Sport             | Oro | Argento | Bronzo | Totale |
| ----------------- | --- | ------- | ------ | ------ |
| Sci di fondo      | 0   | 2       | 1      | 3      |
| Biathlon          | 0   | 1       | 0      | 1      |
| Combinata nordica | 0   | 1       | 0      | 1      |
| Totale            | 0   | 4       | 1      | 5      |

### Medaglie
| Medaglia | Atleta                                                   | Sport             | Evento                      |
| -------- | -------------------------------------------------------- | ----------------- | --------------------------- |
| Argento  | Esko Saira Juhani Suutarinen Heikki Ikola Mauri Röppänen | Biathlon          | Staffetta 4x7,5 km maschile |
| Argento  | Rauno Miettinen                                          | Combinata nordica | Maschile                    |
| Argento  | Marjatta Kajosmaa                                        | Sci di fondo      | 5 km femminile              |
| Argento  | Helena Takalo Hilkka Kuntola Marjatta Kajosmaa           | Sci di fondo      | Staffetta femminile         |
| Bronzo   | Marjatta Kajosmaa                                        | Sci di fondo      | 10 km femminile             |